# Sandro Hauswirth
Sandro Hauswirth (* 29. August 2000 in Gstaad) ist ein Schweizer Skispringer, der seit dem Jahr 2014 international aktiv ist. Er gehört zum zehnköpfigen Swisscom Snow Talents Team 2018/19.

## Werdegang
Sandro Hauswirth, der für den Ski-Club Gstaad startet, gab sein internationales Debüt im März 2014 bei den Nordischen Skispielen der OPA 2014 im französischen Gérardmer, wo er beim Wettkampf der Junioren den zwölften Platz belegte. An offiziellen FIS-Wettbewerben nimmt Hauswirth seit September 2014 teil, als er beim Springen in Einsiedeln erstmals beim FIS-Cup antrat. Eine Woche später gab er an gleicher Stelle sein Debüt im Alpencup, verpasste allerdings auch hier die Punkteränge. Ein Jahr später, im September 2015, erzielte er erneut in Einsiedeln die ersten Alpencup-Punkte in seiner Karriere. In den folgenden Jahren trat er weiter vorrangig im Alpencup an, dessen Gesamtwertung er schliesslich in der Saison 2017/18 gewinnen konnte. Im Rahmen des Alpencups konnte Hauswirth bisher drei Wettkämpfe gewinnen.
2016 nahm er an der zweiten Austragung der Olympischen Jugend-Winterspiele in Lillehammer teil und sprang von der Normalschanze auf den elften Platz. Im Dezember 2016 gab er im heimischen Engelberg sein Debüt im Continental Cup und holte mit dem 24. Rang seine ersten Continental-Cup-Punkte. Bei den Nordischen Junioren-Skiweltmeisterschaften 2017 in Park City erreichte Hauswirth den 27. Platz im Einzel, ein Jahr später konnte er sich in Kandersteg verbessern und wurde Dreizehnter. Beim Teamspringen erreichte er mit seinen Mannschaftskameraden den 10. Platz, im Mixed-Team wurde er Elfter. Im März 2018 wurde Hauswirth erstmals für den Weltcup-Kader nominiert. Beim Teamspringen von der Salpausselkä-Schanze im finnischen Lahti belegte er gemeinsam mit Gregor Deschwanden, Killian Peier und Simon Ammann den siebten Platz. Einen Tag später verpasste er bei seinem Weltcup-Debüt den Finaldurchgang, als er sich auf Rang 39 einreihte.
Hauswirth gehört dem Berner Oberländischen Skiverband BOSV an, für den er bisher vier nationale Medaillen gewinnen konnte. So belegte er bei den Schweizer Meisterschaften im Skispringen 2018 im Teamspringen gemeinsam mit Gabriel Karlen, Kevin Romang und Luca von Grünigen den zweiten Platz, im Juniorenwettkampf wurde er wiederholt Sieger.
In der Saison 2018/19 trat Hauswirth hauptsächlich im zweitklassigen Continental Cup an, bekam aber immer wieder Einsätze im Weltcup. So wurde er vom Schweizer Skiverband um Trainer Ronny Hornschuh wegen seiner guten Saisonergebnisse für die Vierschanzentournee 2018/19 nominiert, doch konnte er sich weder in Oberstdorf noch  in Garmisch-Partenkirchen für den Wettkampf qualifizieren, sodass er die Tournee vorzeitig beendete. Sein bestes Saisonresultat erzielte er Anfang Januar in Klingenthal mit einem sechsten Platz im Continental Cup. Bei seiner dritten Teilnahme an Nordischen Junioren-Skiweltmeisterschaften landete Hauswirth 2019 in Lahti erneut nicht unter den besten zehn.

## Statistik

### Continental-Cup-Platzierungen
| Saison  | Platz | Punkte |
| ------- | ----- | ------ |
| 2016/17 | 157.  | 008    |
| 2017/18 | 093.  | 053    |
| 2018/19 | 068.  | 128    |
| 2019/20 | 095.  | 054    |
| 2020/21 | 058.  | 060    |
| 2021/22 | 096.  | 038    |
| 2022/23 | 113.  | 007    |